# Никол Гибс
Никол Гибс (на английски: Nicole Gibbs) е американска тенисистка, родена на 3 март 1993 г. Най-високата ѝ позиция в ранглистата за жени на WTA е 356 място, постигнато на 13 септември 2010 г. В турнирите от календара на ITF има по една титла на сингъл и на двойки.